# Château de la Violette
Le château de la Violette ou la Violette-Neuville,, est situé dans la commune de Grez-Neuville dans le département de Maine-et-Loire, en France.

## Histoire
La Violette est attestée dès 1111 dans le cartulaire de Saint-Serge d'Angers. En 1482, c'est un fief dont le seigneur est Pierre Valleaux. L'édifice actuel est bâti au XVIIe siècle, restauré et remanié dans les années 1870 par l'architecte angevin Auguste Beignet (1837-1924), la métairie de la violette est supprimée à cette époque. Les bâtiments de dépendance  sont détruits et d'autres sont reconstruits vers 1864. Une chapelle datant de 1658, en ruines vers 1880 est détruite. Une conciergerie est construite vers 1926[réf. souhaitée].
En janvier 1795, deux citoyens du Lion-d'Angers sont faits prisonniers au château par une bande de chouans,. Le colonel royaliste Auguste François Bucher de Chauvigné y décède le 18 juillet 1803.

## Propriétaires successifs du fief de la Violette
- 1460 - Perrin Allart de la Violette[5].
- 1482 - Pierre Valleaux[3].
- 1515 - René Valleaux.
- 1525 - Antoine Valleaux.
- 1615 - Olivier Cupif.
- 1620 - Jacques Le Voyer.
- 1649 - Claude Le Voyer.
- 1720 - Claude Armand Le Voyer, puis Jacques Lebouvier.
- 1728 - Anselme Bucher de Chauvigné  (1698-1757), Seigneur du Cerisier[8].
- 1757 -  Anselme René Bucher de Chauvigné[9] (1734-1794), Maire d'Angers, Seigneur de Chauvigné, et de la Violette.
- 1794 - Pierre-Étienne Dumesnil Dupineau (1757-1821), (Père) Maire de Grez-Neuville.
- 1821 - Pierre-Charles Dumesnil Dupineau (1786-1841), (Fils) militaire, qui vend le château à Jacques Sorin, marchand de chevaux, la même année.
- 1821 - Jacques Sorin.
- Marie-Julie Sorin, fille du précédent, épouse de Pierre Appert en 1818.
- 1848 - Julie Appert, épouse d'Alexandre Cady, fille de la précédente.
- 1870 - Georges Cady (1849-1901), Horticulteur., il fit la restauration complete du château[5].
- 1907 - Christian Cady-Roustand de Navacelle[10],[5], (1880-1937), fils du précédent, militaire.
- 1919 - Baron Joseph Lamy de La Chapelle-Nougarède (1878-1932), Militaire.
- 1926 - Prince Dominique Séraphin de Broglie (1902-1969)[4], Maire de Grez-Neuville.
- 1969 - Famille de Broglie.

## Galerie

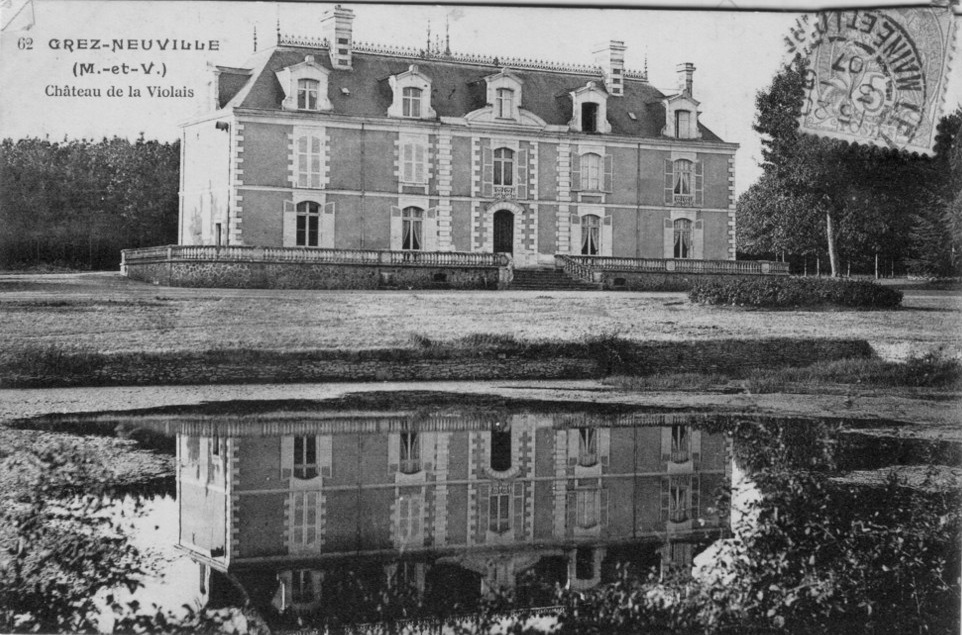
vue de l'ancien étang
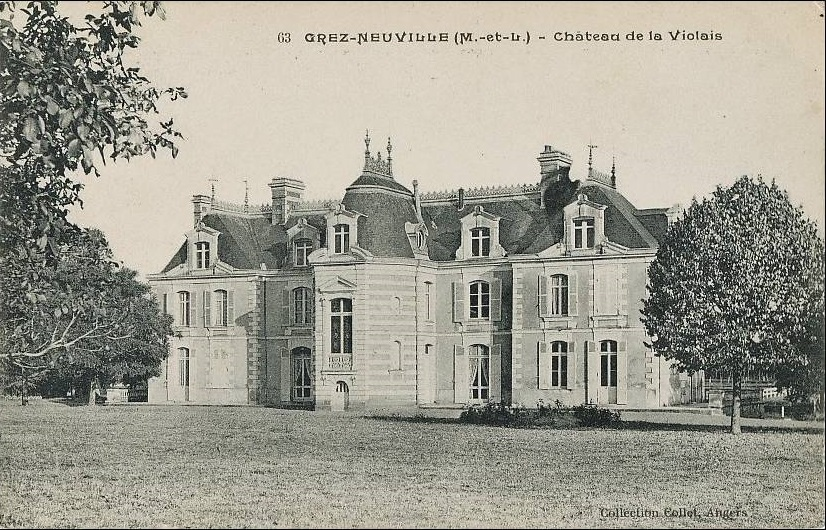
vue côté Nord
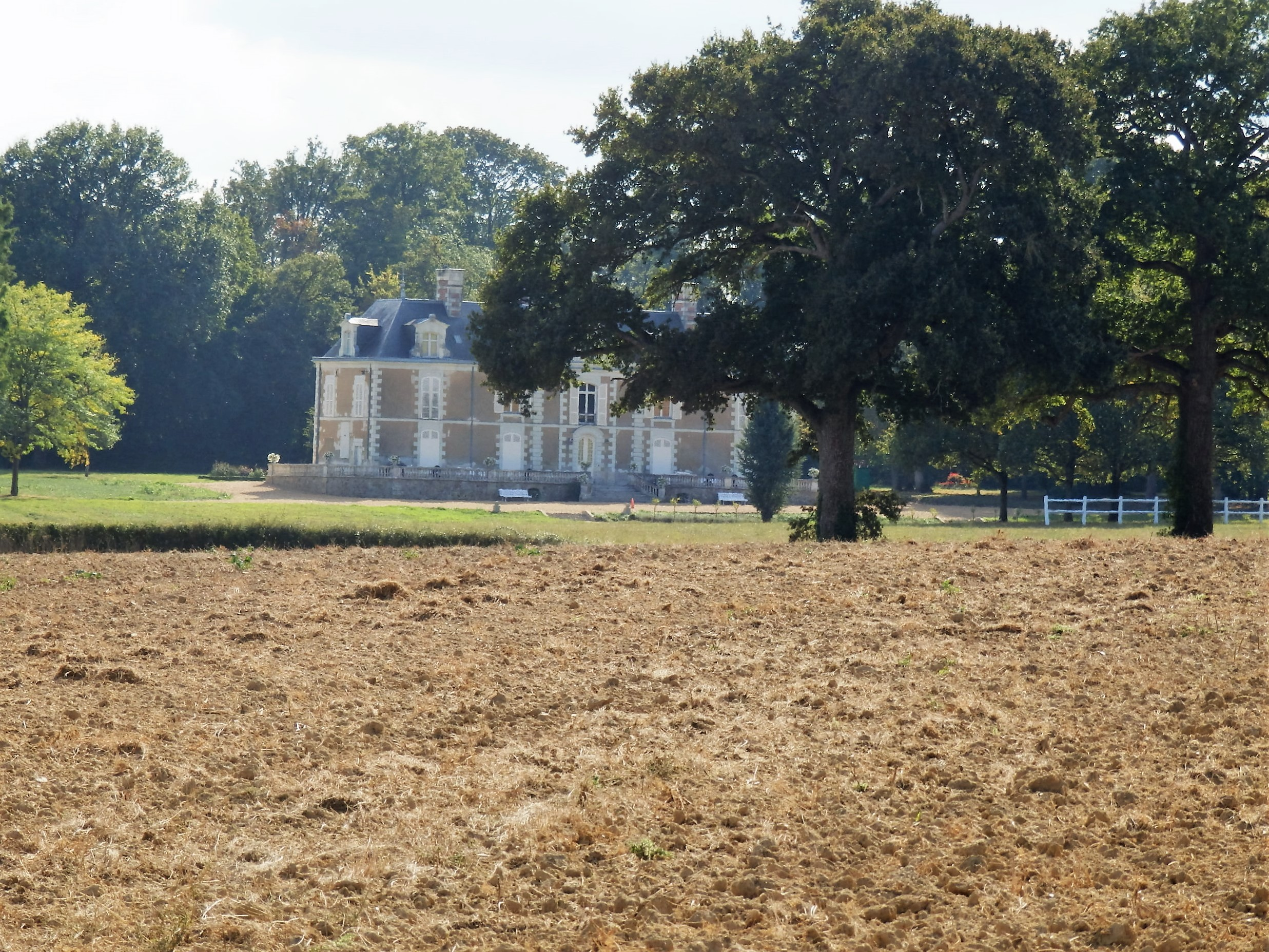
Château de la Violette

### Sources
- Dictionnaire historique de Maine-et Loire, Célestin Port.
- Région Pays de la Loire - Inventaire général - Conseil général de Maine-et-Loire - Service de l'Inventaire du patrimoine
- Monographie de Grez-Neuville par le Prince Dominique de Broglie, 1933. Bibliothèque des archives départementales de Maine-et-Loire, Angers.